# Schloss Aigremont

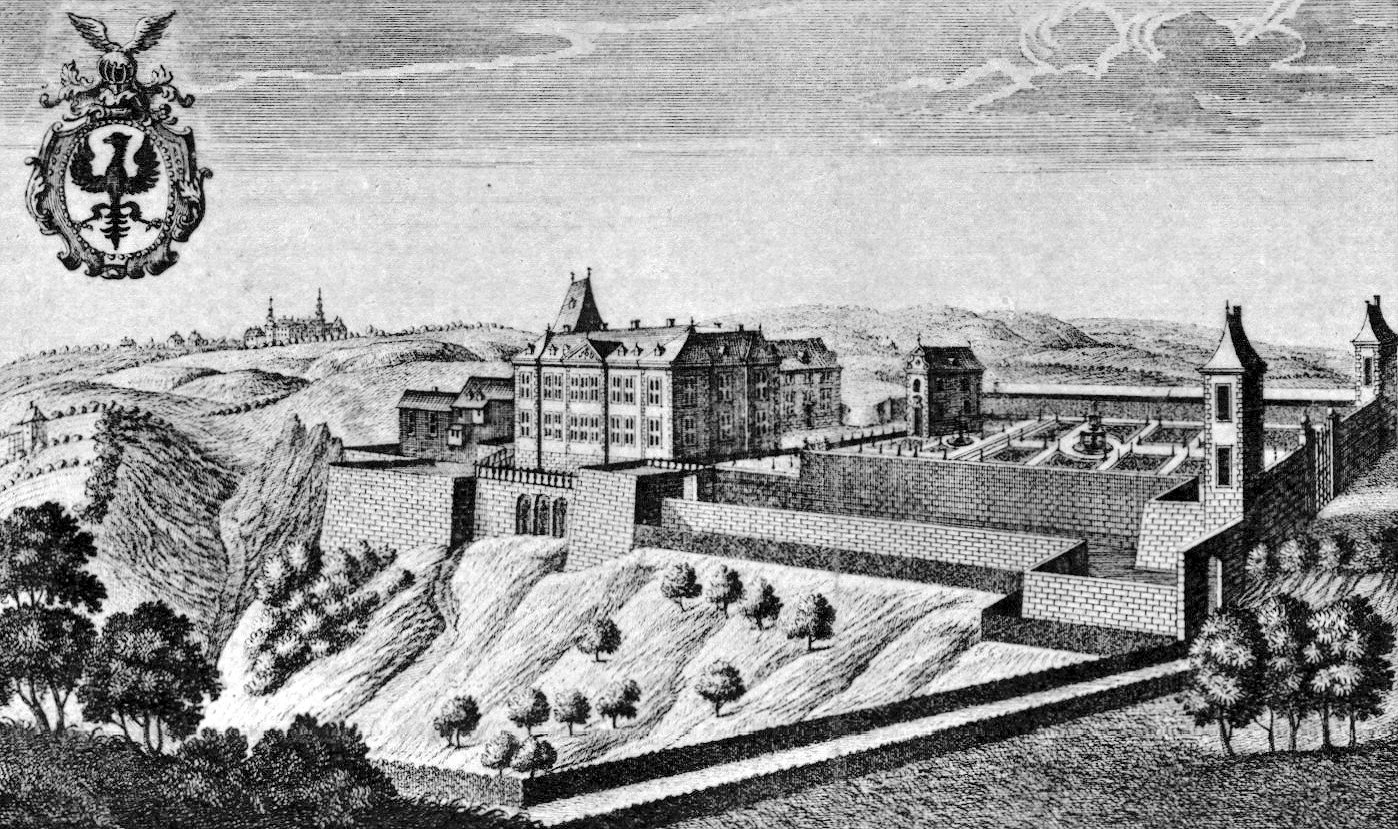
Stich des Schlosses Aigremont von Remacle Le Loup, 17. Jh.

Das Schloss Aigremont (französisch Château d'Aigremont) befindet sich in der Ortschaft Awirs der Gemeinde Flémalle auf einem Felsrücken 80 Meter oberhalb der Maas.
Aigremont wurde zum ersten Mal um das Jahr 900 erwähnt. Im Mittelalter war es eine große Befestigung und diente auch als Zuflucht für viele Gegner der Fürstbischöfe von Lüttich, wie zum Beispiel Wilhelm I. von der Mark im Jahre 1468. Archidiakon Mathias Clercx erwarb das Anwesen von der Familie von der Mark und erbaute zwischen 1717 und 1727 das heute bestehende klassizistische Schloss.